# La moglie cinese
La moglie cinese è una miniserie televisiva italiana del 2006, diretta da Antonello Grimaldi.

## Produzione
Nel suo formato originario, la fiction è composta da 4 puntate. È prodotta da Rai Fiction, in collaborazione con la Film Master Film e la Sergio Silva Productions.
È di genere thriller, giallo e poliziesco.

## Trama
La miniserie è ambientata in quattro città, 3 europee (Roma, Venezia e Sofia) ed una Nord-Africana (Tangeri). L'ispettore Stefano Renzi è sulle tracce di un pericoloso criminale trafficante di schiavi e anche di droga. Nell'indagine riguardante la morte di dieci individui causata da un tipo di droga mai riconosciuto prima d'ora, l'ispettore arriva ad una comunità di cinesi di Roma. Qui ritroverà Ling, una giovane cinese forzata a trasferirsi nella Capitale da Venezia e di cui Stefano si innamorerà. Così, trovato il trafficante, l'ispettore si metterà a caccia di questo criminale, arrivando fino in Bulgaria.